# ブエルタ・ア・エスパーニャ2015
ブエルタ・ア・エスパーニャ 2015（西: Vuelta a España 2015）とは、スペインで行われている自転車によるレース『ブエルタ・ア・エスパーニャ』の70回目の大会である。2015年8月22日から9月13日まで行なわれた。

## 概要
同年7月のツール・ド・フランスにおいて「ビッグ4」と呼ばれた選手のうち、アルベルト・コンタドールを除いたクリス・フルーム、ナイロ・キンタナ、ヴィンチェンツォ・ニバリの3人、それに総合3位となったアレハンドロ・バルベルデの他、同年5月のジロで表彰台に上がったファビオ・アルとミケル・ランダなどの出場し、激しい総合優勝争いが期待される大会となったが、ニバリは第2ステージにおいて落車による遅れからメイン集団に戻ろうとした際にチームカーに掴まって引き上げられたことを理由に失格。フルームは第11ステージ序盤で落車した際に骨折し、そのステージをなんとか完走したものの翌ステージを出走せずリタイアした。
その後はタイムトライアルスペシャリストでありながら山岳の登坂にも力を示したトム・デュムランと、アル、キンタナ、バルベルデなど残った有力勢による総合優勝争いが繰り広げられたが、デュムランは最後の山岳ステージとなった第20ステージで大きく後退し、ファビオ・アルが初のグランツール制覇を果たした。

## 出場チーム

### UCIプロコンチネンタルチーム
- カハ・ルラル＝セグロス RGA
- コフィディス
- コロンビア
- チーム・ユーロップカー
- MTN-クベカ

## 日程
| 区間 | 日   | コース                                                      | 距離(km)             |  |                          | 勝者                       |
| ---- | ---- | ----------------------------------------------------------- | -------------------- |  | ------------------------ | -------------------------- |
| 1    | 8/22 | プエルト・バヌス – マルベーリャ                             | 7.4                  |  | チーム・タイムトライアル | BMC・レーシングチーム      |
| 2    | 8/23 | アラウリン・デ・ラ・トレ – エル・カミニート・デル・レイ     | 158.7                |  | 中級山岳                 | エステバン・チャベス       |
| 3    | 8/24 | ミハス – マラガ                                             | 158.4                |  | 平坦                     | ペーター・サガン           |
| 4    | 8/25 | エステポナ – ベヘール・デ・ラ・フロンテーラ                 | 209.6                |  | 丘陵                     | アレハンドロ・バルベルデ   |
| 5    | 8/26 | ロタ – アルカラ・デ・グアダイラ                             | 167.3                |  | 平坦                     | カレブ・ユアン             |
| 6    | 8/27 | コルドバ – シエラ・デ・カソルラ                             | 200.3                |  | 中級山岳                 | エステバン・チャベス       |
| 7    | 8/28 | ホダル – ラ・アルプハラ                                     | 191.1                |  | 山岳                     | ベルト＝ヤン・リンデマン   |
| 8    | 8/29 | プエブラ・デ・ドン・ファドリケ – ムルシア                   | 182.5                |  | 平坦                     | ヤスパー・スタイヴェン     |
| 9    | 8/30 | トレビエハ – ベニタチェル                                   | 168.3                |  | 中級山岳                 | トム・デュムラン           |
| 10   | 8/31 | バレンシア – カステリョン・デ・ラ・プラナ                   | 146.6                |  | 平坦                     | クリスティアン・ズバラーリ |
|      | 9/1  | アンドラ・ラ・ベリャ                                        | アンドラ・ラ・ベリャ |  | 休息日                   | 休息日                     |
| 11   | 9/2  | アンドラ・ラ・ベリャ – アンカム教区                         | 138                  |  | 山岳                     | ミケル・ランダ             |
| 12   | 9/3  | エスカルデス＝エンゴルダニ教区 – リェイダ                   | 173                  |  | 平坦                     | ダニー・ファン・ポッペル   |
| 13   | 9/4  | カラタユー – タラソナ                                       | 178                  |  | 中級山岳                 | ネルソン・オリヴェイラ     |
| 14   | 9/5  | ビトリア＝ガステイス – アルト・カンポオフエンテ・デル・チボ | 215                  |  | 山岳                     | アレッサンドロ・デ・マルキ |
| 15   | 9/6  | コミージャス – ソトレス.カブラレス                          | 175.8                |  | 山岳                     | ホアキン・ロドリゲス       |
| 16   | 9/7  | ルアルカ – エルミタ・デ・アルバ.キロス                      | 185                  |  | 山岳                     | フランク・シュレク         |
|      | 9/8  | ブルゴス                                                    | ブルゴス             |  | 休息日                   | 休息日                     |
| 17   | 9/9  | ブルゴス – ブルゴス                                         | 38.7                 |  | 個人タイムトライアル     | トム・デュムラン           |
| 18   | 9/10 | ロア – リアサ                                               | 204                  |  | 中級山岳                 | ニコラス・ロッシュ         |
| 19   | 9/11 | メディナ・デル・カンポ – アビラ                             | 185.8                |  | 丘陵                     | アレクシー・グジャール     |
| 20   | 9/12 | サン・ロレンソ・デ・エル・エスコリアル – セルセディリャ     | 175.8                |  | 山岳                     | ルーベン・プラサ           |
| 21   | 9/13 | アルカラ・デ・エナーレス – マドリード                       | 98.8                 |  | 平坦                     | ヨーン・デーゲンコルプ     |

## 各賞の変遷
| 区間     | 区間勝者                   | 総合首位             | ポイント賞               | 山岳賞               | 複合賞               | チーム総合首位        | 敢闘賞                       |
| -------- | -------------------------- | -------------------- | ------------------------ | -------------------- | -------------------- | --------------------- | ---------------------------- |
| 1        | BMC・レーシングチーム      | ペーター・ヴェリトス | なし                     | なし                 | なし                 | BMC・レーシングチーム | キャメロン・マイヤー         |
| 2        | エステバン・チャベス       | エステバン・チャベス | エステバン・チャベス     | エステバン・チャベス | エステバン・チャベス | チーム・スカイ        | ジョゼ・ゴンサルヴェス       |
| 3        | ペーター・サガン           | エステバン・チャベス | エステバン・チャベス     | オマル・フライレ     | エステバン・チャベス | チーム・スカイ        | オマル・フライレ             |
| 4        | アレハンドロ・バルベルデ   | エステバン・チャベス | ペーター・サガン         | オマル・フライレ     | エステバン・チャベス | チーム・スカイ        | マルケル・イリサール         |
| 5        | カレブ・ユアン             | トム・デュムラン     | ペーター・サガン         | オマル・フライレ     | エステバン・チャベス | チーム・スカイ        | イルヨ・カイセ               |
| 6        | エステバン・チャベス       | エステバン・チャベス | ペーター・サガン         | オマル・フライレ     | エステバン・チャベス | チーム・スカイ        | ミゲル・アンヘル・ルビアーノ |
| 7        | ベルト＝ヤン・リンデマン   | エステバン・チャベス | エステバン・チャベス     | オマル・フライレ     | エステバン・チャベス | チーム・スカイ        | アメツ・チュルカ             |
| 8        | ヤスパー・スタイヴェン     | エステバン・チャベス | エステバン・チャベス     | オマル・フライレ     | エステバン・チャベス | チーム・スカイ        | アンヘル・マドラソ           |
| 9        | トム・デュムラン           | トム・デュムラン     | エステバン・チャベス     | オマル・フライレ     | トム・デュムラン     | チーム・スカイ        | オマル・フライレ             |
| 10       | クリスティアン・ズバラーリ | トム・デュムラン     | エステバン・チャベス     | オマル・フライレ     | トム・デュムラン     | チーム・スカイ        | カルロス・ベロナ             |
| 11       | ミケル・ランダ             | ファビオ・アル       | エステバン・チャベス     | オマル・フライレ     | トム・デュムラン     | チーム・スカイ        | ミケル・ランダ               |
| 12       | ダニー・ファン・ポッペル   | ファビオ・アル       | エステバン・チャベス     | オマル・フライレ     | トム・デュムラン     | チーム・スカイ        | マキシム・ブエ               |
| 13       | ネルソン・オリヴェイラ     | ファビオ・アル       | エステバン・チャベス     | オマル・フライレ     | トム・デュムラン     | チーム・スカイ        | パヴェウ・ポリャンスキ       |
| 14       | アレッサンドロ・デ・マルキ | ファビオ・アル       | エステバン・チャベス     | オマル・フライレ     | トム・デュムラン     | チーム・スカイ        | カルロス・キンテロ           |
| 15       | ホアキン・ロドリゲス       | ファビオ・アル       | ホアキン・ロドリゲス     | オマル・フライレ     | ホアキン・ロドリゲス | チーム・スカイ        | ブラヤン・ラミレス           |
| 16       | フランク・シュレク         | ホアキン・ロドリゲス | ホアキン・ロドリゲス     | オマル・フライレ     | ホアキン・ロドリゲス | チーム・スカイ        | ロドルフォ・トレス           |
| 17       | トム・デュムラン           | トム・デュムラン     | ホアキン・ロドリゲス     | オマル・フライレ     | ホアキン・ロドリゲス | チーム・スカイ        | トム・デュムラン             |
| 18       | ニコラス・ロッシュ         | トム・デュムラン     | ホアキン・ロドリゲス     | オマル・フライレ     | ホアキン・ロドリゲス | モビスター・チーム    | アンヘル・マドラソ           |
| 19       | アレクシー・グジャール     | トム・デュムラン     | ホアキン・ロドリゲス     | オマル・フライレ     | ホアキン・ロドリゲス | モビスター・チーム    | アレクシー・グジャール       |
| 20       | ルーベン・プラサ           | ファビオ・アル       | ホアキン・ロドリゲス     | オマル・フライレ     | ホアキン・ロドリゲス | モビスター・チーム    | ルーベン・プラサ             |
| 21       | ヨーン・デーゲンコルプ     | ファビオ・アル       | アレハンドロ・バルベルデ | オマル・フライレ     | ホアキン・ロドリゲス | モビスター・チーム    | トム・デュムラン             |
| 最終成績 | 最終成績                   | ファビオ・アル       | アレハンドロ・バルベルデ | オマル・フライレ     | ホアキン・ロドリゲス | モビスター・チーム    | トム・デュムラン             |

## 最終成績

### 個人総合成績
|    | 選手名                   | 国籍             | チーム                           | 時間           |
| -- | ------------------------ | ---------------- | -------------------------------- | -------------- |
| 1  | ファビオ・アル           | イタリア         | アスタナ・プロチーム             | 85時間36分13秒 |
| 2  | ホアキン・ロドリゲス     | スペイン         | チーム・カチューシャ             | +57秒          |
| 3  | ラファウ・マイカ         | ポーランド       | ティンコフ＝サクソ               | +1分09秒       |
| 4  | ナイロ・キンタナ         | コロンビア       | モビスター・チーム               | +1分42秒       |
| 5  | エステバン・チャベス     | コロンビア       | オリカ・グリーンエッジ           | +3分10秒       |
| 6  | トム・デュムラン         | オランダ         | チーム・ジャイアント＝アルペシン | +3分46秒       |
| 7  | アレハンドロ・バルベルデ | スペイン         | モビスター・チーム               | +6分47秒       |
| 8  | ミケル・ニエベ           | スペイン         | チーム・スカイ                   | +7分06秒       |
| 9  | ダニエル・モレノ         | スペイン         | チーム・カチューシャ             | +7分12秒       |
| 10 | ルイス・メインチェス     | 南アフリカ共和国 | MTN-クベカ                       | +10分26秒      |

### ポイント賞
|   | 選手名                   | 国籍       | チーム                           | ポイント |
| - | ------------------------ | ---------- | -------------------------------- | -------- |
| 1 | アレハンドロ・バルベルデ | スペイン   | モビスター・チーム               | 118      |
| 2 | ホアキン・ロドリゲス     | スペイン   | チーム・カチューシャ             | 116      |
| 3 | エステバン・チャベス     | コロンビア | オリカ・グリーンエッジ           | 108      |
| 4 | トム・デュムラン         | オランダ   | チーム・ジャイアント＝アルペシン | 105      |
| 5 | ファビオ・アル           | イタリア   | アスタナ・プロチーム             | 97       |

### 山岳賞
|   | 選手名                     | 国籍           | チーム                             | ポイント |
| - | -------------------------- | -------------- | ---------------------------------- | -------- |
| 1 | オマル・フライレ           | スペイン       | カハ・ルラル                       | 82       |
| 2 | ルベン・プラサ             | スペイン       | ランプレ・メリダ                   | 63       |
| 3 | フランク・シュレク         | ルクセンブルク | トレック・ファクトリー・レーシング | 30       |
| 4 | アレッサンドロ・デ・マルキ | イタリア       | BMC・レーシング                    | 28       |
| 5 | ミケル・ランダ             | スペイン       | アスタナ・プロチーム               | 28       |

### コンビネーション賞
|   | 選手名               | 国籍       | チーム                           | ポイント |
| - | -------------------- | ---------- | -------------------------------- | -------- |
| 1 | ホアキン・ロドリゲス | スペイン   | チーム・カチューシャ             | 16       |
| 2 | ファビオ・アル       | イタリア   | アスタナ・プロチーム             | 23       |
| 3 | トム・デュムラン     | オランダ   | チーム・ジャイアント＝アルペシン | 24       |
| 4 | ラファウ・マイカ     | ポーランド | ティンコフ＝サクソ               | 38       |
| 5 | エステバン・チャベス | コロンビア | オリカ・グリーンエッジ           | 43       |

### チーム総合成績
| 1位 | モビスター・チーム     | 256時間44分38秒 |
| 2位 | チーム・スカイ         | +29分47秒       |
| 3位 | チーム・カチューシャ   | +35分44秒       |
| 4位 | アスタナ・プロチーム   | +48分24秒       |
| 5位 | チーム・ヨーロッパカー | +1時間11分00秒  |